# Gunung Lawu
Gunung Lawu är ett berg i Indonesien. Det ligger i den västra delen av landet, 500 km öster om huvudstaden Jakarta. Toppen på Gunung Lawu är 3 265 meter över havet.
Terrängen runt Gunung Lawu är huvudsakligen mycket bergig. Gunung Lawu är den högsta punkten i trakten. Runt Gunung Lawu är det tätbefolkat, med 790 invånare per kvadratkilometer. I omgivningarna runt Gunung Lawu växer i huvudsak städsegrön lövskog.